# Gabriel Urdaneta
Gabriel José Urdaneta Rangel (Mérida, 7 de janeiro de 1976) é um ex-futebolista venezuelano que atuava como volante.

## Carreira
Urdaneta integrou a Seleção Venezuelana de Futebol na Copa América de 1997, 1999 e 2001.